# 相樂亨
相樂 亨（さがら とおる、1976年6月25日 - ）は、栃木県下都賀郡壬生町出身のサッカー審判員。元FIFA（国際サッカー連盟）国際副審（PAR）、元プロフェッショナルレフェリー。栃木県矢板市在住。

## 経歴
宇都宮北高校を経て東洋大学経済学部経済学科卒業。高校の恩師であり当時国際審判員でもあった十河正博に触発されて大学時代からサッカー審判を行うようになり、大学卒業後は地元の信用組合で勤務しながら審判活動を行い、2002年11月に1級審判員資格を取得。元々は主審を志していたが試験に落ち、十河からの「若い副審が足りない」「お前は副審に向いてる」という強いアドバイスもあって副審の道へ進むこととなる。2003年から日本プロサッカーリーグ（Jリーグ）の副審を担当する。
2007年7月に行われたAFCアジアカップに派遣され、また同年8月〜9月に行われたU-17W杯にも派遣され、同大会の決勝の副審を務めた。なお、この試合の主審を務めた西村雄一とともにFIFA主催の大会で日本人で初めて決勝戦の審判を担当した。国際副審に選任されたのを機に、副審の活動に専念するため、29歳の時に信用組合を退職。信用組合退職後に中小企業診断士の資格を取得している。2009年からは名木利幸とともに副審としては初めてとなるプロフェッショナルレフェリー（PR、旧称・スペシャルレフェリー：SR）として活動することとなった。
2010 FIFAワールドカップ1次リーグにおいて、西村雄一・国際主審と、韓国人の鄭解相・国際副審と共に、開幕日（2010年6月11日）に行われたA組ウルグアイ対フランス戦の副審を務めた。後日、この試合の判定について、西村、鄭両審判員とともに世界各国のメディアにて高い評価を受けた。この年はアジアサッカー連盟の定める「アジア年間最優秀アシスタントレフリー」を受賞している。
2014 FIFAワールドカップでは主審の西村、副審の名木と審判団を組み、開幕戦となるブラジル対クロアチア戦の副審を務めた。
2018年限りでプロフェッショナルレフェリー登録及び国際審判登録を外れた。今後は後進の指導に軸足を置くと共に、税理士の資格取得を目指すという。
2019年7月13日に行われたJ1第19節・横浜F・マリノスvs浦和レッズ（日産スタジアム）戦で副審を務めた際、後半14分の、オフサイドの位置にいた横浜FM仲川輝人のゴールについて第四審の大坪博和に指示して運営担当者に得点者を確認させ、その情報を主審の松尾一に伝えてジャッジの混乱を招き、「外部情報を判定の根拠に利用しようとした」行為により大坪と共に1ヶ月の資格停止処分を受けた。
2019年シーズン限りで1級審判員を引退し、2020年シーズンはビデオ・アシスタント・レフェリー (VAR) 専任で留まったが、一方で2020年から辻・本郷税理士法人に勤務し、2023年からは税理士として登録されている。

## 決勝担当
| 開催年月日     | 大会                                      | 対戦カード             | 対戦カード             | 結果        | 会場                     | 担当 |
| -------------- | ----------------------------------------- | ---------------------- | ---------------------- | ----------- | ------------------------ | ---- |
| 2006年11月3日  | 2006 Jリーグヤマザキナビスコカップ        | ジェフユナイテッド千葉 | 鹿島アントラーズ       | 2-0         | 国立競技場               | 副審 |
| 2007年2月24日  | ゼロックススーパーカップ 2007             | 浦和レッズ             | ガンバ大阪             | 0-4         | 国立競技場               | 副審 |
| 2009年1月1日   | 第88回天皇杯全日本サッカー選手権大会      | ガンバ大阪             | 柏レイソル             | 1-0         | 国立競技場               | 副審 |
| 2010年2月27日  | FUJI XEROX SUPER CUP2013                  | 鹿島アントラーズ       | ガンバ大阪             | 2-2 (PK5-3) | 国立競技場               | 副審 |
| 2011年2月26日  | FUJI XEROX SUPER CUP2014                  | 名古屋グランパス       | 鹿島アントラーズ       | 1-1 (PK3-1) | 日産スタジアム           | 副審 |
| 2012年11月23日 | 2012 J1昇格プレーオフ                     | 大分トリニータ         | ジェフユナイテッド千葉 | 1-0         | 国立競技場               | 副審 |
| 2013年1月1日   | 第92回天皇杯全日本サッカー選手権大会      | ガンバ大阪             | 柏レイソル             | 0-1         | 国立競技場               | 副審 |
| 2013年12月8日  | 2013 J1昇格プレーオフ                     | 京都サンガFC           | 徳島ヴォルティス       | 0-2         | 国立競技場               | 副審 |
| 2014年1月1日   | 第93回天皇杯全日本サッカー選手権大会      | 横浜F・マリノス        | サンフレッチェ広島     | 2-0         | 国立競技場               | 副審 |
| 2014年11月8日  | 2014 Jリーグヤマザキナビスコカップ        | サンフレッチェ広島     | ガンバ大阪             | 2-3         | 埼玉スタジアム2002       | 副審 |
| 2014年12月13日 | 第94回天皇杯全日本サッカー選手権大会      | ガンバ大阪             | モンテディオ山形       | 3-1         | 国立競技場               | 副審 |
| 2015年12月5日  | 明治安田生命2015Jリーグチャンピオンシップ | サンフレッチェ広島     | ガンバ大阪             | 1-1         | エディオンスタジアム広島 | 副審 |
| 2016年10月15日 | 2016 JリーグYBCルヴァンカップ             | ガンバ大阪             | 浦和レッズ             | 1-1 (PK4-5) | 埼玉スタジアム2002       | 副審 |
| 2016年12月3日  | 明治安田生命2016Jリーグチャンピオンシップ | 浦和レッズ             | 鹿島アントラーズ       | 1-2         | 埼玉スタジアム2002       | 副審 |
| 2018年1月1日   | 第97回天皇杯全日本サッカー選手権大会      | セレッソ大阪           | 横浜F・マリノス        | 2-1         | 埼玉スタジアム2002       | 副審 |
| 2018年10月27日 | 2018 JリーグYBCルヴァンカップ             | 湘南ベルマーレ         | 横浜F・マリノス        | 1-0         | 埼玉スタジアム2002       | 副審 |
| 2019年10月26日 | 2019 JリーグYBCルヴァンカップ             | 北海道コンサドーレ札幌 | 川崎フロンターレ       | 3-3 (PK4-5) | 埼玉スタジアム2002       | AVAR |
| 2020年2月8日   | FUJI XEROX SUPER CUP2020                  | 横浜F・マリノス        | ヴィッセル神戸         | 3-3 (PK2-3) | 埼玉スタジアム2002       | AVAR |

## 受賞歴
- Jリーグ最優秀副審賞：9回（2007年、2009年、2010年、2011年、2012年、2013年、2014年、2015年、2017年）[12]
- アジア年間最優秀アシスタントレフェリー（男子）：1回（2010年）[13]